# Lijst van bruine gaasvliegen
Deze lijst van bruine gaasvliegen bevat alle beschreven soorten bruine gaasvliegen (Hemerobiidae).
- Adelphohemerobius anomalus (Gonzalez Olazo, 1993)
- Adelphohemerobius enigmaramus Oswald, 1994
- Anapsectra berothoide Monserrat, 1992
- Anapsectra medleri Tjeder, 1975
- Austromegalomus brunneus Esben-Petersen, 1935
- Austromegalomus insulanus Oswald, 1988
- Biramus aggregatus Oswald, 2004
- Biramus lunatus Oswald, 1993
- Carobius angustus Banks, 1909
- Carobius curvatus New, 1988
- Carobius elongatus New, 1988
- Carobius lateproctus New, 1988
- Carobius pectinatus New, 1988
- Carobius pedicellatus New, 1988
- Carobius pulchellus Banks, 1909
- Carobius spinosus New, 1988
- Carobius trifurcatus Kimmins, 1940
- Conchopterella kuscheli Handschin, 1955
- Conchopterella maculata Handschin, 1955
- Conchopterella stangei (Gonzalez Olazo, 1981)
- Drepanacra binocula (Newman, 1838)
- Drepanacra khasiana (Kimmins, 1940)
- Drepanacra plaga Banks, 1939
- Drepanacra yunnanica C.-k. Yang, 1986
- Drepanepteryx algida (Erichson in Middendorff, 1851)
- Drepanepteryx calida (Krüger, 1922)
- Drepanepteryx falculoides Walker, 1860
- Drepanepteryx fuscata Nakahara, 1960
- Drepanepteryx phalaenoides (Linnaeus, 1758)
- Drepanepteryx punctata (Okamoto, 1905)
- Drepanepteryx resinata (Krüger, 1922)
- Gayomyia falcata (Blanchard in Gay, 1851)
- Gayomyia stictica (Blanchard in Gay, 1851)
- Hemerobiella oswaldi Monserrat, 1998
- Hemerobiella sinuata Kimmins, 1940
- Hemerobius abditus Tjeder, 1961
- Hemerobius abdominalis Fabricius, 1775
- Hemerobius adelgivorus Kimmins, 1961
- Hemerobius albipennis Banks, 1910
- Hemerobius alpestris Banks, 1908
- Hemerobius amurensis Navás, 1929
- Hemerobius angustipennis C.-k. Yang, 1992
- Hemerobius anomalus (Monserrat, 1992)
- Hemerobius antigonus Banks, 1941
- Hemerobius apatridus Monserrat, 2001
- Hemerobius aper Tjeder, 1961
- Hemerobius aphidioides Schrank, 1781
- Hemerobius aphidivorus Schrank, 1781
- Hemerobius aquaticus Retzius, 1783
- Hemerobius atriangulus C.-k. Yang, 1987
- Hemerobius atrifrons McLachlan, 1868
- Hemerobius atrocorpus C.-k. Yang, 1997
- Hemerobius australis Walker, 1853
- Hemerobius azoricus Tjeder, 1948
- Hemerobius baguiensis Navás, 1923
- Hemerobius barkalovi Dubatolov, 1996
- Hemerobius betulinus Ström, 1788
- Hemerobius binigripunctatus Fraser, 1957
- Hemerobius bispinus Banks, 1940
- Hemerobius bistrigatus Currie, 1904
- Hemerobius bolivari Banks, 1910
- Hemerobius canadai Navás, 1925
- Hemerobius centralis Navás, 1913
- Hemerobius ceraticus Navás, 1924
- Hemerobius cercodes Navás, 1917
- Hemerobius chiangi Banks, 1940
- Hemerobius chilensis Nakahara, 1965
- Hemerobius claggi Banks, 1937
- Hemerobius coccophagus Göszy, 1852
- Hemerobius colombianus Krüger, 1922
- Hemerobius comorensis Krüger, 1922
- Hemerobius conjunctus Fitch, 1855
- Hemerobius contumax Tjeder, 1932
- Hemerobius convexus Monserrat, 2004
- Hemerobius corticus Schrank, 1802
- Hemerobius costalis Carpenter, 1940
- Hemerobius cruciatus Linnaeus, 1768
- Hemerobius cubanus Banks, 1930
- Hemerobius cylindricus Müller, 1776
- Hemerobius darlingtoni Banks, 1938
- Hemerobius daxueshanus C.-k. Yang, 1992
- Hemerobius deceptor Navás, 1914
- Hemerobius discretus Navás, 1917
- Hemerobius disparilis Navás, 1936
- Hemerobius domingensis Banks, 1941
- Hemerobius dorsatus Banks, 1904
- Hemerobius eatoni Morton, 1906
- Hemerobius edui Monserrat, 1991
- Hemerobius elatus Navás, 1914
- Hemerobius elongatus Monserrat, 1990
- Hemerobius exceptatus Nakahara, 1965
- Hemerobius exoterus Navás, 1936
- Hemerobius falciger (Tjeder, 1963)
- Hemerobius fasciatus Fabricius, 1787
- Hemerobius fatidicus (Linnaeus, 1758)
- Hemerobius fenestratus Tjeder, 1932
- Hemerobius flaveolus (Banks, 1940)
- Hemerobius flavicans Linnaeus, 1758
- Hemerobius flavus Gmelin, 1790
- Hemerobius frontalis Hagen, 1858
- Hemerobius fujimotoi Nakahara, 1960
- Hemerobius gaitoi Monserrat, 1996
- Hemerobius gibbus Müller, 1776
- Hemerobius gilvus Stein, 1863
- Hemerobius grahami Banks, 1940
- Hemerobius greeni Banks, 1913
- Hemerobius griseus Fabricius, 1777
- Hemerobius griseus Nakahara, 1956
- Hemerobius handschini Tjeder, 1957
- Hemerobius harmandinus Navás, 1910
- Hemerobius hedini Tjeder, 1936
- Hemerobius hengduanus C.-k. Yang, 1981
- Hemerobius hernandezi Monserrat, 1996
- Hemerobius hespericus Navás, 1931
- Hemerobius hirsuticornis Monserrat & Deretsky, 1999
- Hemerobius humulinus Linnaeus, 1758
- Hemerobius hyalinus Nakahara, 1966
- Hemerobius immaculatus Olivier, 1792
- Hemerobius incursus Banks, 1931
- Hemerobius indicus Kimmins, 1938
- Hemerobius inversus Navás, 1927
- Hemerobius jamaicensis Banks, 1938
- Hemerobius jamaicensis Panzer, 1785
- Hemerobius japonicus Nakahara, 1915
- Hemerobius javanus Krüger, 1922
- Hemerobius jucundus Navás, 1928
- Hemerobius kobayashii Nakahara, 1956
- Hemerobius kokaneeanus Currie, 1904
- Hemerobius kutsimensis New, 1989
- Hemerobius lautus Navás, 1909
- Hemerobius lii C.-k. Yang, 1981
- Hemerobius longialatus C.-k. Yang, 1987
- Hemerobius longicornis Fabricius, 1777
- Hemerobius longicornis Müller, 1776
- Hemerobius lutescens Fabricius, 1793
- Hemerobius madeirae Tjeder, 1940
- Hemerobius marginalis Linnaeus, 1758
- Hemerobius marginatus Stephens, 1836
- Hemerobius martinezae Monserrat, 1996
- Hemerobius maxillosus Lichtenstein, 1796
- Hemerobius melanostictos Gmelin, 1790
- Hemerobius merdiger Ratzeburg, 1844
- Hemerobius micans Olivier, 1792
- Hemerobius montsae Monserrat, 1996
- Hemerobius morobensis New, 1989
- Hemerobius nairobicus Navás, 1910
- Hemerobius namjagbarwanus C.-k. Yang et al in Huang et al., 1988
- Hemerobius natalensis Tjeder, 1961
- Hemerobius nekoi Monserrat, 1996
- Hemerobius nemoralis Müller, 1764
- Hemerobius nemorensis Kimmins, 1952
- Hemerobius niger Uddman, 1790
- Hemerobius nigrans Carpenter, 1940
- Hemerobius nigricornis Nakahara, 1915
- Hemerobius nigridorsus Monserrat, 1996
- Hemerobius nigrostigma Monserrat, 1990
- Hemerobius nitidulus Fabricius, 1777
- Hemerobius obscurus Müller, 1764
- Hemerobius obscurus Zetterstedt, 1840
- Hemerobius ovalis Carpenter, 1940
- Hemerobius pacificus Banks, 1897
- Hemerobius pallens Rambur, 1842
- Hemerobius pallidus Uddman, 1790
- Hemerobius pallipes Olivier, 1792
- Hemerobius paruulus Müller, 1764
- Hemerobius parvulus (Rambur, 1842)
- Hemerobius pedicularius Linnaeus, 1758
- Hemerobius pehlkeanus (Krüger, 1922)
- Hemerobius pennii Monserrat, 1996
- Hemerobius perelegans Stephens, 1836
- Hemerobius phaleratus (Schneider, 1847)
- Hemerobius picicornis Fabricius, 1793
- Hemerobius pini Stephens, 1836
- Hemerobius pinidumus Fitch, 1855
- Hemerobius poppii Esben-Petersen, 1921
- Hemerobius productus (Tjeder, 1961)
- Hemerobius pulchellus von Block in Becker, 1799
- Hemerobius punctatus Göszy, 1852
- Hemerobius punctatus Turton, 1802
- Hemerobius pusillus Müller, 1776
- Hemerobius quadripunctatus Fabricius, 1787
- Hemerobius radialis Nakahara, 1956
- Hemerobius raphidioides Villers, 1789
- Hemerobius reconditus Navás, 1914
- Hemerobius ricarti Navás, 1925
- Hemerobius rizali Banks, 1920
- Hemerobius rudebecki Tjeder, 1961
- Hemerobius rufescens Göszy, 1852
- Hemerobius rufus Villers, 1789
- Hemerobius schedli Hölzel, 1970
- Hemerobius semblinus Schrank, 1802
- Hemerobius sexpunctatus Linnaeus, 1758
- Hemerobius shibakawae Nakahara, 1915
- Hemerobius signatus Krüger, 1922
- Hemerobius simulans Walker, 1853
- Hemerobius solanensis Ghosh, 1976
- Hemerobius solidarius Monserrat, 1996
- Hemerobius spinellus Lichtenstein, 1796
- Hemerobius spodipennis C.-k. Yang, 1987
- Hemerobius stenopterus Monserrat, 1996
- Hemerobius stigma Stephens, 1836
- Hemerobius striatulus Fabricius, 1775
- Hemerobius striatus Nakahara, 1915
- Hemerobius subacutus (Nakahara, 1966)
- Hemerobius subfalcatus Nakahara, 1960
- Hemerobius subtriangulus C.-k. Yang, 1987
- Hemerobius sumatranus Navás, 1926
- Hemerobius tagalicus Banks, 1920
- Hemerobius tateyamai Nakahara, 1960
- Hemerobius ternarius C.-k. Yang, 1987
- Hemerobius testaceus Linnaeus, 1758
- Hemerobius tibialis Navás, 1917
- Hemerobius tolimensis Banks, 1910
- Hemerobius triangularis McLachlan in Fedchenko, 1875
- Hemerobius trifasciatus Müller, 1776
- Hemerobius trifasciatus Navás, 1932
- Hemerobius tristriatus Kuwayama, 1954
- Hemerobius vagans Banks, 1937
- Hemerobius varius Villers, 1789
- Hemerobius versicolor Gmelin, 1790
- Hemerobius vnipunctatus Müller, 1764
- Hemerobius withycombei (Kimmins, 1928)
- Hemerobius zernyi Esben-Petersen, 1935
- Megalomina acuminata Banks, 1909
- Megalomina berothoides (McLachlan, 1869)
- Megalomina bridwelli (Tillyard, 1916)
- Megalomus acunai Alayo, 1968
- Megalomus amnistiatus Monserrat, 1997
- Megalomus angulatus Carpenter, 1940
- Megalomus arytaenoideus C.-k. Yang, 1997
- Megalomus atomarius Navás, 1936
- Megalomus australis (Gonzalez Olazo, 1993)
- Megalomus axillatus Navás, 1927
- Megalomus balachowskyi Lestage, 1928
- Megalomus carpenteri Penny et al., 1997
- Megalomus darwini Banks, 1924
- Megalomus democraticus Monserrat, 1997
- Megalomus elephiscus C.-k. Yang, 1997
- Megalomus fidelis (Banks, 1897)
- Megalomus flinti (Nakahara, 1965)
- Megalomus formosanus Banks, 1937
- Megalomus hirtus (Linnaeus, 1761)
- Megalomus impudicus (Gerstaecker, 1888)
- Megalomus ioi Yang
- Megalomus luigionii Navás, 1928
- Megalomus magallanicus New, 1990
- Megalomus marginatus Banks, 1910
- Megalomus minor Banks in Baker, 1905
- Megalomus moestus Banks, 1895
- Megalomus monticellii Navás, 1928
- Megalomus navasi Lacroix, 1912
- Megalomus nebulosus Navás, 1926
- Megalomus nigratus (Navás, 1929)
- Megalomus obscurus Steinmann, 1965
- Megalomus parvus Krüger, 1922
- Megalomus pictus Hagen, 1861
- Megalomus pyraloides Rambur, 1842
- Megalomus rafaeli Penny & Monserrat, 1985
- Megalomus ricoi Monserrat, 1997
- Megalomus sammnesianus Gonzalez Olazo, 1987
- Megalomus setosulus (Walker, 1860)
- Megalomus tibetanus C.-k. Yang et al in Huang et al., 1988
- Megalomus tineoides Rambur, 1842
- Megalomus tortricoides Rambur, 1842
- Megalomus uniformis Banks, 1935
- Megalomus yunnanus C.-k. Yang, 1986
- Micromus acutipennis Kimmins, 1956
- Micromus angularis (Perkins, 1910)
- Micromus angulatus (Stephens, 1836)
- Micromus angustipennis (Perkins in Sharp, 1899)
- Micromus atlanticus Tjeder, 1976
- Micromus audax (Krüger, 1922)
- Micromus australis Hagen, 1858
- Micromus bellulus (Perkins in Sharp, 1899)
- Micromus berzosai Monserrat, 1992
- Micromus bifasciatus Tillyard, 1923
- Micromus borealis Klimaszewski & Kevan, 1988
- Micromus brandti New, 1989
- Micromus brunnescens (Perkins in Sharp, 1899)
- Micromus calidus Hagen, 1859
- Micromus canariensis Esben-Petersen, 1936
- Micromus carpentieri Lestage, 1925
- Micromus cookeorum (Zimmerman, 1946)
- Micromus costulatus Motschulsky, 1863
- Micromus densimaculosus C.-k. Yang et al., 1995
- Micromus dissimilis (Nakahara, 1915)
- Micromus distinctus (Perkins in Sharp, 1899)
- Micromus drepanoides (Perkins in Sharp, 1899)
- Micromus duporti Lestage, 1929
- Micromus falcatus (Zimmerman, 1957)
- Micromus fanfai Monserrat, 1993
- Micromus felinus Navás, 1912
- Micromus forcipatus (Perkins in Sharp, 1899)
- Micromus formosanus (Krüger, 1922)
- Micromus fulvescens (Perkins in Sharp, 1899)
- Micromus fuscatus (Nakahara, 1965)
- Micromus gradatus Navás, 1912
- Micromus gratus Banks, 1937
- Micromus haleakalae (Perkins in Sharp, 1899)
- Micromus igorotus Banks, 1920
- Micromus jacobsoni Esben-Petersen, 1926
- Micromus lanceolatus Navás, 1910
- Micromus lanosus (Zeleny, 1962)
- Micromus latipennis (Perkins in Sharp, 1899)
- Micromus linearis Hagen, 1858
- Micromus lobipennis (Perkins in Sharp, 1899)
- Micromus longispinosus (Perkins in Sharp, 1899)
- Micromus lorianus (Navás, 1929)
- Micromus maculipes (Fraser, 1957)
- Micromus marquesanus (Kimmins, 1932)
- Micromus minimus (Perkins in Sharp, 1899)
- Micromus minusculus Monserrat, 1993
- Micromus mirimaculatus C.-k. Yang et al., 1995
- Micromus montanus Hagen, 1886
- Micromus morosus Gerstaecker, 1894
- Micromus myriostictus C.-k. Yang et al in Huang et al., 1988
- Micromus neocaledonicus (Nakahara, 1960)
- Micromus nigrifrons Banks, 1937
- Micromus numerosus Navás, 1910
- Micromus obliquus (Krüger, 1922)
- Micromus oblongus Kimmins, 1935
- Micromus ombrias (Perkins, 1910)
- Micromus paganus (Linnaeus, 1767)
- Micromus pallidius (C.-k. Yang, 1987)
- Micromus paradoxus (Perkins in Sharp, 1899)
- Micromus parallelus (Navás, 1936)
- Micromus perelegans Tjeder, 1936
- Micromus perezaballosi Monserrat, 1993
- Micromus placidus Banks, 1937
- Micromus plagatus Navás, 1934
- Micromus posticus (Walker, 1853)
- Micromus pumilus C.-k. Yang, 1987
- Micromus ramosus Navás, 1934
- Micromus remiformis Oswald, 1987
- Micromus rubrinervis (Perkins in Sharp, 1899)
- Micromus sjostedti van der Weele, 1910
- Micromus striolatus C.-k. Yang, 1997
- Micromus subanticus (Walker, 1853)
- Micromus subochraceus (Perkins in Sharp, 1899)
- Micromus sumatranus (Krüger, 1922)
- Micromus swezeyi (Zimmerman, 1940)
- Micromus tasmaniae (Walker, 1860)
- Micromus timidus Hagen, 1853
- Micromus umbrosus Navás, 1931
- Micromus usingeri (Zimmerman, 1940)
- Micromus vagus (Perkins in Sharp, 1899)
- Micromus variegatus (Fabricius, 1793)
- Micromus variolosus Hagen, 1886
- Micromus vulcanius Monserrat, 1993
- Micromus yunnanus (Navás, 1923)
- Micromus zhaoi C.-k. Yang, 1987
- Neomicromus agarwalai Ghosh, 1990
- Neosympherobius cinereus Kimmins, 1929
- Nesobiella hospes (Perkins in Sharp, 1899)
- Neuronema albadelta C.-k. Yang, 1964
- Neuronema albostigma (Matsumura, 1907)
- Neuronema angusticollum (C.-k. Yang, 1997)
- Neuronema anzobicum Makarkin, 1986
- Neuronema assamense Kimmins, 1943
- Neuronema decisum (Walker, 1860)
- Neuronema flavum Krüger, 1922
- Neuronema hani (C.-k. Yang et al in Huang et al., 1988)
- Neuronema huangi C.-k. Yang, 1981
- Neuronema indicum Navás, 1928
- Neuronema irroratum Kimmins, 1943
- Neuronema kuwayamai Nakahara, 1960
- Neuronema laminatum Tjeder, 1936
- Neuronema lianum C.-k. Yang, 1986
- Neuronema medogense C.-k. Yang et al in Huang et al., 1988
- Neuronema navasi Kimmins, 1943
- Neuronema nyingchianum (C.-k. Yang, 1981)
- Neuronema obscurum Krüger, 1922
- Neuronema omeishanum C.-k. Yang, 1964
- Neuronema pielinum (Navás, 1936)
- Neuronema simile Banks, 1940
- Neuronema sinense Tjeder, 1936
- Neuronema unipunctum C.-k. Yang, 1964
- Neuronema yajianganum (C.-k. Yang, 1992)
- Neuronema yunicum (C.-k. Yang, 1986)
- Neuronema zhamanum (C.-k. Yang, 1981)
- Noius noumeanus Kimmins, 1958
- Noius oceanicus Navás, 1929
- Nomerobius argentinensis Gonzalez Olazo, 1990
- Nomerobius connexus (Banks, 1915)
- Nomerobius cuspidatus Oswald, 1990
- Nomerobius golbachi Gonzalez Olazo, 1993
- Nomerobius psychodoides (Blanchard in Gay, 1851)
- Nomerobius signatus (Hagen, 1888)
- Nomerobius spinosus Oswald, 1990
- Notherobius hastatus New, 1988
- Notherobius nebulosus New, 1988
- Notherobius nothofagi New, 1988
- Notiobiella africana (Navás, 1929)
- Notiobiella barnardi Monserrat, 1984
- Notiobiella bella Navás, 1930
- Notiobiella brasiliensis Monserrat & Penny, 1983
- Notiobiella cixiiformis (Gerstaecker, 1888)
- Notiobiella costalis Banks, 1918
- Notiobiella decora Kimmins, 1929
- Notiobiella dentata Monserrat, 1990
- Notiobiella fulva (Esben-Petersen, 1928)
- Notiobiella gloriosa Navás, 1933
- Notiobiella gressitti New, 1989
- Notiobiella hainana C.-k. Yang & Liu, 2002
- Notiobiella hargreavesi Kimmins, 1936
- Notiobiella israeli (Alayo, 1968)
- Notiobiella lichicola C.-k. Yang & Liu, 2002
- Notiobiella luisae Monserrat, 1990
- Notiobiella maculata Monserrat & Penny, 1983
- Notiobiella mariliae Monserrat, 1984
- Notiobiella mexicana Banks, 1913
- Notiobiella moralis Yang
- Notiobiella multifurcata Tillyard, 1916
- Notiobiella nguyeni Makarkin, 1993
- Notiobiella nitidula Navás, 1910
- Notiobiella ocellata New, 1989
- Notiobiella ochracea Nakahara, 1966
- Notiobiella paddiae Monserrat, 1984
- Notiobiella peterseni Banks, 1932
- Notiobiella pinarensis (Alayo, 1968)
- Notiobiella punctata Tjeder, 1961
- Notiobiella rosea Kimmins, 1933
- Notiobiella sanxiana C.-k. Yang, 1997
- Notiobiella sedlaceki New, 1989
- Notiobiella semeriai Monserrat, 1984
- Notiobiella spinosa Monserrat & Penny, 1983
- Notiobiella stellata Nakahara, 1966
- Notiobiella stigmatica Banks, 1909
- Notiobiella subolivacea Nakahara, 1915
- Notiobiella substellata C.-k. Yang, 1999
- Notiobiella tumida (Navás, 1925)
- Notiobiella turneri Kimmins, 1933
- Notiobiella ugandensis Kimmins, 1939
- Notiobiella unipuncta C.-k. Yang, 1999
- Notiobiella unita Banks, 1909
- Notiobiella valida Banks, 1920
- Notiobiella vicina Kimmins, 1936
- Notiobiella viridinervis Banks, 1913
- Notiobiella viridis Tillyard, 1916
- Nusalala andina Penny & Sturm, 1984
- Nusalala brachyptera Oswald, 1997
- Nusalala camposina Navás, 1929
- Nusalala championi Kimmins, 1936
- Nusalala colombiensis (Banks, 1910)
- Nusalala cubana (Hagen, 1886)
- Nusalala dispar (Banks, 1910)
- Nusalala erecta Navás, 1913
- Nusalala ghioi Monserrat, 2000
- Nusalala ilusionata Monserrat, 2004
- Nusalala irrebita (Navás, 1929)
- Nusalala marginata Navás, 1926
- Nusalala marini Monserrat, 2000
- Nusalala navasi Kimmins, 1936
- Nusalala neotropica (Esben-Petersen, 1914)
- Nusalala payasi Monserrat, 2000
- Nusalala tessellata (Gerstaecker, 1888)
- Nusalala uncata Kimmins, 1936
- Nusalala unguicaudata Monserrat, 2000
- Psectra capensis (Kimmins, 1935)
- Psectra claudiensis New, 1988
- Psectra decorata (Nakahara, 1966)
- Psectra diptera (Burmeister, 1839)
- Psectra externa (Banks, 1909)
- Psectra fasciata (Esben-Petersen, 1928)
- Psectra franzeni (Kimmins, 1940)
- Psectra graeffei (Brauer, 1867)
- Psectra hageni (Banks, 1932)
- Psectra iniqua (Hagen, 1859)
- Psectra irregularis (Carpenter, 1961)
- Psectra jeanneli (Navás, 1914)
- Psectra latilobata New, 1989
- Psectra maculosa (Carpenter, 1961)
- Psectra minima (Banks, 1920)
- Psectra mombassina (Navás, 1936)
- Psectra mozambica Tjeder, 1961
- Psectra nakaharai New, 1988
- Psectra obliqua (Banks, 1909)
- Psectra oblonga (Esben-Petersen, 1928)
- Psectra oriomoense New, 1989
- Psectra pretiosa (Banks, 1909)
- Psectra siamica Nakahara & Kuwayama in Nakahara, 1960
- Psectra tillyardi (Kimmins, 1940)
- Psectra wilhelmensis New, 1989
- Psectra yunu C.-k. Yang, 1981
- Psychobiella occidentalis New, 1988
- Psychobiella sordida Banks, 1909
- Sympherobius amazonicus Penny & Monserrat, 1985
- Sympherobius amiculus (Fitch, 1855)
- Sympherobius angustus (Banks, 1904)
- Sympherobius ariasi Penny & Monserrat, 1985
- Sympherobius arizonicus Banks, 1911
- Sympherobius axillaris Navás, 1928
- Sympherobius barberi (Banks, 1903)
- Sympherobius beameri Gurney, 1948
- Sympherobius bifasciatus Banks, 1911
- Sympherobius bisignatus (Krüger, 1922)
- Sympherobius blanchardi (Navás, 1930)
- Sympherobius californicus Banks, 1911
- Sympherobius constrictus Oswald, 1988
- Sympherobius dilutus Nakahara, 1960
- Sympherobius distinctus Carpenter, 1940
- Sympherobius domesticus Nakahara, 1954
- Sympherobius elegans (Stephens, 1836)
- Sympherobius exiguus (Navás, 1908)
- Sympherobius fallax Navás, 1908
- Sympherobius fuscescens (Wallengren, 1863)
- Sympherobius fuscinervis Kozhanchikov, 1956
- Sympherobius gayi Navás, 1910
- Sympherobius gratiosus Navás, 1908
- Sympherobius hainanus C.-k. Yang & Liu, 2002
- Sympherobius humilis Navás, 1914
- Sympherobius innoceus Steinmann, 1965
- Sympherobius insulanus Banks, 1938
- Sympherobius intermedius Monserrat, 1998
- Sympherobius intervenalis Banks, 1915
- Sympherobius killingtoni Carpenter, 1940
- Sympherobius klapaleki Zeleny, 1963
- Sympherobius limbus Carpenter, 1940
- Sympherobius manchuricus Nakahara, 1960
- Sympherobius marginatus (Kimmins, 1928)
- Sympherobius marmoratipennis (Blanchard in Gay, 1851)
- Sympherobius mirandus (Navás, 1920)
- Sympherobius notatus Kimmins, 1932
- Sympherobius occidentalis (Fitch, 1855)
- Sympherobius parvus (Krüger, 1922)
- Sympherobius pellucidus (Walker, 1853)
- Sympherobius perparvus (McLachlan, 1869)
- Sympherobius piceaticus C.-k. Yang & D.-p. Yan, 1990
- Sympherobius pictus (Banks, 1904)
- Sympherobius pupillus Navás, 1915
- Sympherobius pygmaeus (Rambur, 1842)
- Sympherobius quadricuspis Oswald, 1988
- Sympherobius riudori Navás, 1915
- Sympherobius scriptus (Navás, 1917)
- Sympherobius signatus (Krüger, 1922)
- Sympherobius similis Carpenter, 1940
- Sympherobius subcostalis Monserrat, 1990
- Sympherobius tessellatus Nakahara, 1915
- Sympherobius tuomurensis C.-k. Yang et al in Huang et al., 1985
- Sympherobius umbratus (Banks, 1903)
- Sympherobius wuyianus C.-k. Yang, 1981
- Sympherobius yunpinus C.-k. Yang, 1986
- Sympherobius zelenyi Alayo, 1968
- Wesmaelius altissimus (Ohm, 1967)
- Wesmaelius asiaticus C.-k. Yang, 1980
- Wesmaelius baikalensis (Navás, 1929)
- Wesmaelius balticus (Tjeder, 1931)
- Wesmaelius barnardi (Tjeder, 1955)
- Wesmaelius bihamitus (C.-k. Yang, 1980)
- Wesmaelius brunneus (Banks, 1920)
- Wesmaelius coloradensis (Banks, 1897)
- Wesmaelius concinnus (Stephens, 1836)
- Wesmaelius conspurcatus (McLachlan in Fedchenko, 1875)
- Wesmaelius constrictus (Parfin, 1956)
- Wesmaelius cunctatus (Ohm, 1967)
- Wesmaelius davidicus (Navás, 1910)
- Wesmaelius exoticus Makarkin, 1986
- Wesmaelius fassnidgei (Killington, 1933)
- Wesmaelius fulvus (Navás, 1918)
- Wesmaelius fumatus (Carpenter, 1940)
- Wesmaelius fumosus (Tjeder, 1955)
- Wesmaelius furcatus (Banks, 1935)
- Wesmaelius geyri (Esben-Petersen, 1920)
- Wesmaelius hani (C.-k. Yang et al in Huang et al., 1985)
- Wesmaelius helveticus (H. Aspöck & U. Aspöck, 1964)
- Wesmaelius involutus (Carpenter, 1940)
- Wesmaelius kaszabi (Steinmann, 1965)
- Wesmaelius koreanus (Krüger, 1922)
- Wesmaelius lateralis (Navás, 1912)
- Wesmaelius lindbergi (Esben-Petersen, 1931)
- Wesmaelius longifrons (Walker, 1853)
- Wesmaelius longipennis (Banks, 1920)
- Wesmaelius magnus (Kimmins, 1928)
- Wesmaelius majusculus (Kimmins, 1959)
- Wesmaelius malladai (Navás, 1925)
- Wesmaelius mortoni (McLachlan, 1899)
- Wesmaelius navasi (Andréu, 1911)
- Wesmaelius nervosus (Fabricius, 1793)
- Wesmaelius nubilus (Kimmins, 1929)
- Wesmaelius obscuratus (Navás, 1936)
- Wesmaelius ogatai (Nakahara, 1956)
- Wesmaelius persimilis (Ohm, 1967)
- Wesmaelius pinincolus (Ohm, 1967)
- Wesmaelius posticatus (Banks, 1905)
- Wesmaelius praenubilus (Fraser, 1951)
- Wesmaelius pretiosus (Banks, 1908)
- Wesmaelius quadrifasciatus (Reuter, 1894)
- Wesmaelius quettanus (Navás, 1931)
- Wesmaelius ravus (Withycombe, 1923)
- Wesmaelius reisseri U. Aspöck & H. Aspöck, 1982
- Wesmaelius saudiarabicus Hölzel, 1988
- Wesmaelius schwarzi (Banks, 1903)
- Wesmaelius subnebulosus (Stephens, 1836)
- Wesmaelius sufuensis Tjeder, 1968
- Wesmaelius tjederi (Kimmins, 1963)
- Wesmaelius transsylvanicus (Kis, 1968)
- Wesmaelius trivenulatus (C.-k. Yang, 1980)
- Wesmaelius tuofenganus (C.-k. Yang et al in Huang et al., 1985)
- Wesmaelius ulingensis (C.-k. Yang, 1980)
- Wesmaelius vaillanti (Navás, 1927)
- Wesmaelius vartianae (H. Aspöck & U. Aspöck, 1966)
- Wesmaelius yemenicus (C.-k. Yang, 1980)
- Wesmaelius yukonensis Klimaszewski & Kevan, 1987
- Wesmaelius zhiltzovae Makarkin, 1986
- Zachobiella hainanensis Banks, 1939
- Zachobiella jacobsoni Esben-Petersen, 1926
- Zachobiella lobata New, 1988
- Zachobiella marmorata Navás, 1926
- Zachobiella pallida Banks, 1939
- Zachobiella punctata Banks, 1920
- Zachobiella striata Nakahara, 1966
- Zachobiella submarginata Esben-Petersen, 1929